# Analytische Zahlentheorie
Die analytische Zahlentheorie ist ein Teilgebiet der Zahlentheorie, welche wiederum ein Teilgebiet der Mathematik ist.
Die analytische Zahlentheorie verwendet Methoden der Analysis und der Funktionentheorie. Inhaltlich befasst sie sich vorwiegend mit der Bestimmung der Anzahl aller Zahlen unterhalb einer gegebenen Schranke, die eine bestimmte Eigenschaft haben, sowie mit der Abschätzung von Summen  zahlentheoretischer Funktionen. 

## Teilgebiete und typische Probleme

### Theorie der Dirichletreihen
Zu einer Summe
{\displaystyle \sum _{n\leq x}f(n)},
die man untersuchen möchte, betrachtet man die von der zahlentheoretischen Funktion {\displaystyle f} erzeugte Dirichletreihe
{\displaystyle F(s):=\sum _{n=1}^{\infty }f(n)n^{-s}}.
Oft lässt sich die Summe näherungsweise als Integral über {\displaystyle F(s)} ausdrücken (durch eine inverse Mellin-Transformation), oder man erhält ihren Grenzwert für {\displaystyle x} gegen unendlich als Grenzwert von {\displaystyle F(s)} für {\displaystyle s} gegen 0 durch einen Taubersatz. Daher bildet die Untersuchung von Dirichletreihen und ihren Verallgemeinerungen (z. B. der Hurwitzschen Zetafunktion) ein Teilgebiet der Zahlentheorie.

### Multiplikative Zahlentheorie
Insbesondere führt die Betrachtung des Falls {\displaystyle f=1} und der zugehörigen Dirichletreihe (der Riemannschen Zetafunktion) zum 
Primzahlsatz, der die Anzahl der Primzahlen unterhalb einer gegebenen Schranke angibt. Die Untersuchung des Fehlerterms ist ein offenes Problem, da die Lage der Nullstellen der Zetafunktion unbekannt ist (Riemannsche Vermutung). Ähnliche Methoden sind auch auf andere multiplikative Funktionen anwendbar und ergeben Aussagen über deren Werteverteilung (zum Beispiel über die Häufigkeit von abundanten Zahlen).

### Theorie der Charaktere
Wichtige multiplikative Funktionen sind die sogenannten Charaktere; sie werden benötigt, falls nur Zahlen in bestimmten Restklassen gezählt bzw. darüber summiert werden soll. So kann man zum Beispiel nachweisen, dass je ein Viertel aller Primzahlen als letzte Dezimalstelle eine 1, 3, 7 bzw. 9 haben, für Details siehe Dirichletscher Primzahlsatz. Auch für Charaktere stellt die Bestimmung der Nullstellen der zugehörigen Dirichletreihen (L-Reihen) ein großes ungelöstes Problem dar. (→ Siehe Verallgemeinerte Riemannvermutung). 
Daneben werden unterschiedliche Summen von {\displaystyle n}-ten, komplexen Einheitswurzeln untersucht: Charaktersummen, speziell Ramanujansummen. Die Theorie solcher Summen wird inzwischen als selbständiges Teilgebiet angesehen.

### Additive Zahlentheorie
Die additive Zahlentheorie beschäftigt sich mit der Darstellung von Zahlen als Summen. Ältestes Teilgebiet ist die Theorie der Partitionen. Berühmte Probleme sind das Waringsche Problem (Darstellung einer ganzen Zahl als Summe von Quadraten, Kuben etc.) und die Goldbachsche Vermutung (Kann jede gerade Zahl als Summe zweier Primzahlen geschrieben werden?). Mit letzterer nahe verwandt ist die Vermutung über die Primzahlzwillinge (Gibt es unendlich viele Primzahlpaare mit Abstand 2?).

### Diophantische Approximation und transzendente Zahlen
Daneben dienen Methoden der analytischen Zahlentheorie auch dazu, die Transzendenz von Zahlen wie der Kreiszahl {\displaystyle \pi } oder der Eulerschen Zahl {\displaystyle e} nachzuweisen. Traditionell verwandt ist das Gebiet der diophantischen Approximation: irrationale Zahlen, die sich gut durch rationale Zahlen mit kleinem Nenner annähern lassen (Liouville-Zahl), bilden die älteste bekannte Klasse von transzendenten Zahlen.

## Anwendungen
Die klassischen Fragen des Gebiets sind nicht aus einem praktischen Bedürfnis heraus gestellt worden. In neuerer Zeit spielen Ergebnisse der analytischen Zahlentheorie eine Rolle bei der Analyse von Algorithmen (Primzahltests, Faktorisierungsalgorithmen, Zufallsgeneratoren).